# Disco 2
 (novembre 2017).
Si vous disposez d'ouvrages ou d'articles de référence ou si vous connaissez des sites web de qualité traitant du thème abordé ici, merci de compléter l'article en donnant les références utiles à sa vérifiabilité et en les liant à la section « Notes et références ».
Albums de Pet Shop Boys
Very
(1993) Alternative
(1995)
Disco 2 est une compilation, et le 2e album de la série Disco, du duo de musiciens electro pop britanniques formé de Neil Tennant et Chris Lowe, Pet Shop Boys, sortie en septembre 1994 et regroupant des titres remixés extraits de leurs précédents albums Very (paru un an plus tôt) et Behaviour (1990) et de faces B de l'époque.
Elle est publiée sous la forme d'un CD composé de 12 titres. Aux États-Unis, une édition limitée à 35 000 exemplaires, comprenant un second disque de 2 mixes additionnels et 3 faces B, est également produite.

## Liste des titres
| 1.    | Absolutely Fabulous (Rollo Our Tribe Tongue-In Cheek Mix)                 | Chris Lowe, Jennifer Saunders, Joanna Lumley, Neil Tennant | 0:30 |
| 2.    | I Wouldn't Normally Do This Kind of Thing (Beatmasters Extended Nude Mix) | Tennant, Lowe                                              | 4:15 |
| 3.    | I Wouldn't Normally Do This Kind of Thing (DJ Pierre Wild Pitch Mix)      | Tennant, Lowe                                              | 3:00 |
| 4.    | Go West (Farley & Heller Mix)                                             | Lowe, Henri Belolo, Jacques Morali, Tennant, Victor Willis | 3:40 |
| 5.    | Liberation (E Smoove 12" Mix)                                             | Tennant, Lowe                                              | 6:09 |
| 6.    | So Hard (Morales Red Zone Mix)                                            | Tennant, Lowe                                              | 2:48 |
| 7.    | Can You Forgive Her? (Rollo Dub)                                          | Tennant, Lowe                                              | 4:03 |
| 8.    | Yesterday, When I Was Mad (Junior Vasquez Factory Dub)                    | Tennant, Lowe                                              | 4:55 |
| 9.    | Absolutely Fabulous (Rollo Our Tribe Tongue-In Cheek Mix)                 | Lowe, Saunders, Lumley, Tennant                            | 6:02 |
| 10.   | Yesterday, When I Was Mad (Coconut 1 12" Mix)                             | Tennant, Lowe                                              | 2:13 |
| 11.   | Yesterday, When I Was Mad (Jam & Spoon Mix)                               | Tennant, Lowe                                              | 5:02 |
| 12.   | We All Feel Better in the Dark (Brothers In Rhythm Ambient mix)           | Tennant, Lowe                                              | 5:22 |
| 47:58 |                                                                           |                                                            |      |

Note
Les titres nos 1 et 9 se composent de paroles et extraits de la série télévisée britannique de la BBC Absolutely Fabulous. L'intégralité des droits d'auteurs de celui-ci sont reversés à l'association caritative Comic Relief[réf. nécessaire].

### Disque bonus
Toutes les chansons sont écrites et composées par Neil Tennant, Chris Lowe.
| Disque bonus - Édition limitée États-Unis (EMI Records USA, 20 septembre 1994) | Disque bonus - Édition limitée États-Unis (EMI Records USA, 20 septembre 1994) | Disque bonus - Édition limitée États-Unis (EMI Records USA, 20 septembre 1994) | Disque bonus - Édition limitée États-Unis (EMI Records USA, 20 septembre 1994) | Disque bonus - Édition limitée États-Unis (EMI Records USA, 20 septembre 1994) | Disque bonus - Édition limitée États-Unis (EMI Records USA, 20 septembre 1994) | Disque bonus - Édition limitée États-Unis (EMI Records USA, 20 septembre 1994) | Disque bonus - Édition limitée États-Unis (EMI Records USA, 20 septembre 1994) | Disque bonus - Édition limitée États-Unis (EMI Records USA, 20 septembre 1994) | Disque bonus - Édition limitée États-Unis (EMI Records USA, 20 septembre 1994) |
| No                                                                             | Titre                                                                          | Durée                                                                          |                                                                                |                                                                                |                                                                                |                                                                                |                                                                                |                                                                                |                                                                                |
| ------------------------------------------------------------------------------ | ------------------------------------------------------------------------------ | ------------------------------------------------------------------------------ | ------------------------------------------------------------------------------ | ------------------------------------------------------------------------------ | ------------------------------------------------------------------------------ | ------------------------------------------------------------------------------ | ------------------------------------------------------------------------------ | ------------------------------------------------------------------------------ | ------------------------------------------------------------------------------ |
| 1.                                                                             | Decadence                                                                      | 3:55                                                                           |                                                                                |                                                                                |                                                                                |                                                                                |                                                                                |                                                                                |                                                                                |
| 2.                                                                             | Some Speculation                                                               | 6:33                                                                           |                                                                                |                                                                                |                                                                                |                                                                                |                                                                                |                                                                                |                                                                                |
| 3.                                                                             | Euroboy                                                                        | 4:28                                                                           |                                                                                |                                                                                |                                                                                |                                                                                |                                                                                |                                                                                |                                                                                |
| 4.                                                                             | Yesterday, When I Was Mad (RAF Zone Dub Mix)                                   | 5:37                                                                           |                                                                                |                                                                                |                                                                                |                                                                                |                                                                                |                                                                                |                                                                                |
| 5.                                                                             | I Wouldn't Normally Do This Kind of Thing (The Beatmasters 7" Mix)             | 4:45                                                                           |                                                                                |                                                                                |                                                                                |                                                                                |                                                                                |                                                                                |                                                                                |
| 35:29                                                                          |                                                                                |                                                                                |                                                                                |                                                                                |                                                                                |                                                                                |                                                                                |                                                                                |                                                                                |

## Crédits
- Production : Pet Shop Boys
- Production (additionnel) : Stephen Hague
- Ingénierie : Bob Kraushaar, Pete Gleadall
- Ingénierie (Megamix) : Richie Sullivan
- Mixage, compilation : Danny Rampling
- Programmation : Pete Gleadall
- Édition : Tim Burrell
- Design : Farrow Design, Pet Shop Boys